# Pretty Face
Pretty Face (яп. プリティフェイス, пуріті фейсу, букв. «Гарне обличчя») — манґа, створена японським мангакою Ясухіро Кано. Росповідає о житті старшокласника, чиє лице після автокатастрофи було відтворено по жіночій фотографії, знайденою лікарями у нього у кишені. Друкувалася в щотижневому журналі Shonen Jump компанії Shueisha між травнем 2002 та червнем 2003 року, закінчившись 52-ю главою.
Англійською мовою манга ліцензована видавництвом Viz Media

## Сюжет
Старшокласник і талановитий каратист Масасі Рандо страждає від нерозділеного кохання до однокласниці Ріні Курімі. Одного разу, повертаючись з турніру з карате, Масасі розбивається на шкільному автобусі, внаслідок чого обличчя героя виявляється понівеченим до невпізнання. Після року, проведеного в комі, Масасі приходить до тями і дізнається, що його обличчя було відновлено за фотографією Ріни. Не знаючи, як насправді виглядав хворий, пластичний хірург використав фотографію, знайдену в кишені Масасі.
Незабаром герой дізнається, що його було визнано мертвим, його батьки переїхали, а будинок знесли. На зворотній дорозі до клініки Масасі зустрічає Ріну, яка приймає його за свою зниклу сестру-близнюка — Юну. Ріна відводить Масасі додому і представляє як Юну, той же зображує втрату пам'яті . Він мріє повернути власну особу, але для цього потрібні фотографії.

## Персонажі
- Масасі Рандо (яп. 乱堂 政, Рандо: Масасі) —  головний герой історії. Переможець національного чемпіонату з карате та найкрутіший хлопець у школі до аварії. Офіційно вважається загиблим і живе разом із Ріною під виглядом її сестри-близнюка. Часто просить Манабе допомогти йому приховати свою справжню стать від інших, категорично відкидаючи «остаточне перетворення».
- Ріна Курумі (яп. 栗見 理奈, Курумі Ріна) —  однокласниця Масасі, до якої той має романтичні почуття. Знаходить його після операції на вулиці, і приймає за свою зниклу сестру-близнюка.
- Юна Курумі (яп. 栗見 由奈, Курумі Юна) —  сестра-близнючка Рини. Власне нею Рандо і вдавався більшу частину манги.
- Дзюн Манабе (яп. 真鍋 順, Манабе Дзюн) —  талановитий пластичний хірург. Безкоштовно зробив Рандо операцію з відновлення обличчя та змінив пропорції тіла до стану дівчини. Єдина людина, якій відомий секрет Рандо. Регулярно намагається переконати його зробити операцію зі зміни статі, за що завжди буває битий і обзиваємий збоченцем.
- Юкіе Сано (яп. 佐野 雪江, Сано Юкіе) — старша з подруг Ріни.
- Кейко Цукамото (яп. 塚本 恵子, Цукамото Кейко) —  одна із найкращих подруг Ріни, яка часто заявляє, що не любить хлопців. Однак вона дуже любить тварин та має велику колекцію плюшевих звірів.
- Мідорі Акаі (яп. 赤井 美都里, Акаі Мідорі) —  найбільш розкута з подруг Ріни, ніколи не втрачає нагоди пофліртувати з хлопчиками.

## Манґа
| № | Японською        | Японською              | Англійською   | Англійською            |
| № | Дата виходу      | ISBN                   | Дата виходу   | ISBN                   |
| - | ---------------- | ---------------------- | ------------- | ---------------------- |
| 1 | 4 жовтня 2002    | ISBN 978-4-08-873361-6 | 7 серпня 2007 | ISBN 978-1-4215-1368-3 |
| 2 | 4 грудня 2002    | ISBN 978-4-08-873350-0 | 2 жовтня 2007 | ISBN 978-1-4215-1369-0 |
| 3 | 4 лютого 2003    | ISBN 978-4-08-873384-5 | 4 грудня 2007 | ISBN 978-1-4215-1370-6 |
| 4 | 1 травня 2003    | ISBN 978-4-08-873423-1 | 5 лютого 2008 | ISBN 978-1-4215-1547-2 |
| 5 | 4 серпня 2003    | ISBN 978-4-08-873497-2 | 1 квітня 2008 | ISBN 978-1-4215-1644-8 |
| 6 | 4 листопада 2003 | ISBN 978-4-08-873526-9 | 3 червня 2008 | ISBN 978-1-4215-1645-5 |